# Рэтхолл, Джон
Джон Джеймс Врэтхолл (англ. John James Wrathall; 28 августа 1913, Ланкастер — 31 августа 1978, Солсбери) — родезийский политик, сподвижник Яна Смита. Занимал министерские посты в правительствах Родезийского фронта. В 1976—1978 — президент Родезии.

## Бухгалтер и политик
Окончил элитное учебное заведение — Ланкастерскую королевскую школу грамоты. Имел специальность бухгалтера. В 1936 перебрался в Южную Родезию. Десять лет был чиновником местной налоговой службы. В 1946 занялся частной бухгалтерской практикой в Булавайо.
С 1949 стал политическим деятелем родезийской белой общины. Десять лет являлся депутатом городского совета Булавайо. В 1954 был избран в Законодательное собрание Южной Родезии, оставался депутатом до 1958. Состоял в Объединённой родезийской партии премьер-министра Гарфилда Тодда.
Джон Врэтхолл был родезийским националистом, сторонником независимости Родезии. В 1962 он порвал с умеренной партией Тодда и примкнул к Родезийскому фронту (RF), который в то время возглавлял Уинстон Филд. От RF был вновь избран в Законодательное собрание. В 1963 был назначен министром здравоохранения и министром африканского образования в кабинете Филда.

## Министр и президент
В апреле 1964 Джон Врэтхолл поддержал радикальное крыло RF, сместившее Уинстона Филда. Новым лидером партии и главой правительства стал Ян Смит. В его кабинете Врэтхолл занял посты министра финансов и министра связи.
11 ноября 1965 Джон Врэтхолл в числе других ведущих лидеров RF поставил свою подпись под Декларацией об односторонней независимости Родезии. 7 сентября 1966 стал заместителем премьера. Активно поддерживал Яна Смита в противостоянии с правительством Великобритании. Врэтхолл был одним из самых влиятельных деятелей родезийского режима, хотя предпочитал держаться в тени.
На посту министра финансов Врэтхолл осуществил денежную реформу — замену родезийского фунта на родезийский доллар. Показал себя компетентным финансистом и управленцем. Ему удавалось поддерживать финансовую стабильность, несмотря на популистскую социальную политику Смита в отношении белой общины и санкции ООН против Родезии. Комментаторы отмечали эффективность противодействия санкциям со стороны Врэтхолла.
Политически Врэтхолл полностью поддерживал курс Смита на поддержание политического господства белого меньшинства экономическими методами и силовое противостояние прокоммунистическим повстанческим движениям.
В 1973 Джон Врэтхолл покинул пост министра почты, но сохранил за собой министерство финансов. В 1974 стал родезийским сенатором. 14 января 1976 сменил Клиффорда Дюпона на президентском посту. В качестве второго президента Родезии
Врэтхолл являлся влиятельным государственным деятелем, но реальным главой режима был премьер Ян Смит. Своей главной задачей на президентском посту Врэтхолл называл достижение внутреннего политического урегулирования, достижение договорённости между правительством и умеренными африканскими националистами.
Джон Врэтхолл был женат на Дорин Врэтхолл, имел сыновей Джонатана и Кристофера.

## Кончина
Скончался Джон Врэтхолл в президентском кабинете от сердечного приступа в возрасте 65 лет. На похоронах присутствовали Ян Смит, Джереми Чирау, Абель Музорева, Ндабанинги Ситоле.